# Сара Шаарі
Сара Шаарі (нід. Sarah Chaâri, нар. 2 травня 2005, Шарлеруа, Бельгія) — бельгійська тхеквондистка, бронзова призерка Олімпійських ігор 2024 року, чемпіонка світу, Європи та  Європейських ігор.

## Виступи на Олімпіадах
| Олімпіада  | Дисципліна | Місце |
| ---------- | ---------- | ----- |
| Париж 2024 | до 67 кг   | 3     |